# Shorea symingtonii
Shorea symingtonii är en tvåhjärtbladig växtart som beskrevs av G. H. S. Wood. Shorea symingtonii ingår i släktet Shorea och familjen Dipterocarpaceae. Inga underarter finns listade i Catalogue of Life.